# Supercoppa dei Paesi Bassi 2002
La Supercoppa dei Paesi Bassi 2002 (ufficialmente Johan Cruijff Schaal VII) è stata la tredicesima edizione della Johan Cruijff Schaal.
Si è svolta l'11 agosto 2002 all'Amsterdam ArenA tra l'Ajax, vincitore della Eredivisie 2001-2002 e della KNVB beker 2001-2002, e il PSV Eindhoven, secondo classificato nella Eredivisie 2001-2002.
A conquistare il titolo è stato l'Ajax che ha vinto per 3-1 con reti una doppietta di Rafael van der Vaart e la rete di Mido.

## Partecipanti
| Squadre | Qualificazione                                  | Partecipazioni precedenti (il grassetto indica la vittoria) |
| ------- | ----------------------------------------------- | ----------------------------------------------------------- |
| Ajax    | Vincitore della Eredivisie 2001-2002            | 6 (1993, 1994, 1995, 1996, 1998, 1999)                      |
| PSV     | Secondo classificato della Eredivisie 2001-2002 | 7 (1991, 1992, 1996, 1997, 1998, 2000, 2001)                |

## Tabellino
| Arbitro: | van Hulten |

|                                |           |            |
| van der Vaart 41’ 76’ Mido 54’ | Marcatori | 10’ Kežman |

| Ajax | PSV Eindhoven |

### Formazioni
| Ajax:         |    |                      |         |     |
|               |    |                      |         |     |
| P             | 31 | Maarten Stekelenburg |         |     |
| D             | 2  | Hatem Trabelsi       |         |     |
| D             | 3  | André Bergdølmo      |         | 46’ |
| D             | 5  | Cristian Chivu       | (c) 73’ |     |
| D             | 18 | John O'Brien         |         |     |
| C             | 4  | Tomáš Galásek        | 79’     |     |
| C             | 23 | Rafael van der Vaart |         |     |
| C             | 13 | Maxwell              |         |     |
| A             | 7  | Andy van der Meyde   | 27’     |     |
| A             | 11 | Mido                 |         | 76’ |
| A             | 27 | Victor Sikora        |         | 73’ |
| Sostituzioni: |    |                      |         |     |
| D             | 16 | Petri Pasanen        |         | 46’ |
| A             | 17 | Wamberto             |         | 73’ |
| A             | 9  | Zlatan Ibrahimović   |         | 76’ |
| Allenatore:   |    |                      |         |     |
| Ronald Koeman |    |                      |         |     |

| PSV:          |    |                            |     |     |
|               |    |                            |     |     |
| P             | 23 | Ronald Waterreus           |     |     |
| D             | 30 | Kasper Bøgelund            |     |     |
| D             | 2  | André Ooijer               | 67’ |     |
| D             | 3  | Kevin Hofland              |     |     |
| D             | 22 | Wilfred Bouma              |     |     |
| C             | 19 | Dennis Rommedahl           |     |     |
| C             | 6  | Mark van Bommel (c)        |     |     |
| C             | 14 | Johann Vogel               |     | 65’ |
| A             | 17 | Giorgi Gakhokidze          |     | 65’ |
| A             | 9  | Mateja Kežman              | 59’ |     |
| A             | 10 | Arnold Bruggink            |     | 80’ |
| Sostituzioni: |    |                            |     |     |
| A             | 11 | Arjen Robben               |     | 65’ |
| A             | 8  | Jan Vennegoor of Hesselink |     | 65’ |
| C             | 7  | Adil Ramzi                 |     | 80’ |
| Allenatore:   |    |                            |     |     |
| Guus Hiddink  |    |                            |     |     |